# Ilir Lame
Ilir Lame (Tirana, 11 ottobre 1956) è un ex calciatore albanese, di ruolo centrocampista.

## Carriera

### Nazionale
Ha collezionato 11 presenze con la Nazionale albanese.ka luajtur me 24 majin deri 1978